# 21331 Lodovicoferrari
21331 Lodovicoferrari (1997 BO) là một tiểu hành tinh vành đai chính được phát hiện ngày 17 tháng 1 năm 1997 bởi P. G. Comba ở Prescott.